# Маєток Колонна-Чесновського
Маєток Колонна-Чесновського — історичний будинок у Хмельницькій області, Хмельницький район, Деражнянська міська громада, с. Божиківці.

## Історія
Маєток належав дворянину Здиславу Колонна-Чесновському, нащадку двох старовинних родів — італійський Колонна та польський Чесновський. Італійський рід Колонна (Colonna) відігравав значну роль у середньовічному Римі. Його представники займали найвищі військові та державні посади. Едиго Колонна був вчителем папи Філіпа Красивого (1247—1316), Гіроспере Колонна (1452—1523) — командуючий імператорськими та папськими військами, Помпео Колонна — з 1530 року кардинал і віце-король неаполітанський.
Навколо садиби були розміщені три фільварки, 1121 десятинами землі у Божиківцях, ґуральня, млин, цегельня, кузня, стайня.
Після революції 1917 року поміщик із родиною виїхав до Польщі. Садиба перейшла до рук нової влади. У садибному будинку розмістили школу, у флігелі — дитячий садок, у господарській будівлі — сільський клуб. Ґуральню 1909 року побудови перетворили на крохмальний завод

## Опис
Садиба побудована у 1901 році з відкритої червоної цегли, просторий, з аркадою галерей. Маєток оточує парк з флігелем для прислуги та господарською будівлею.

## Гелерея

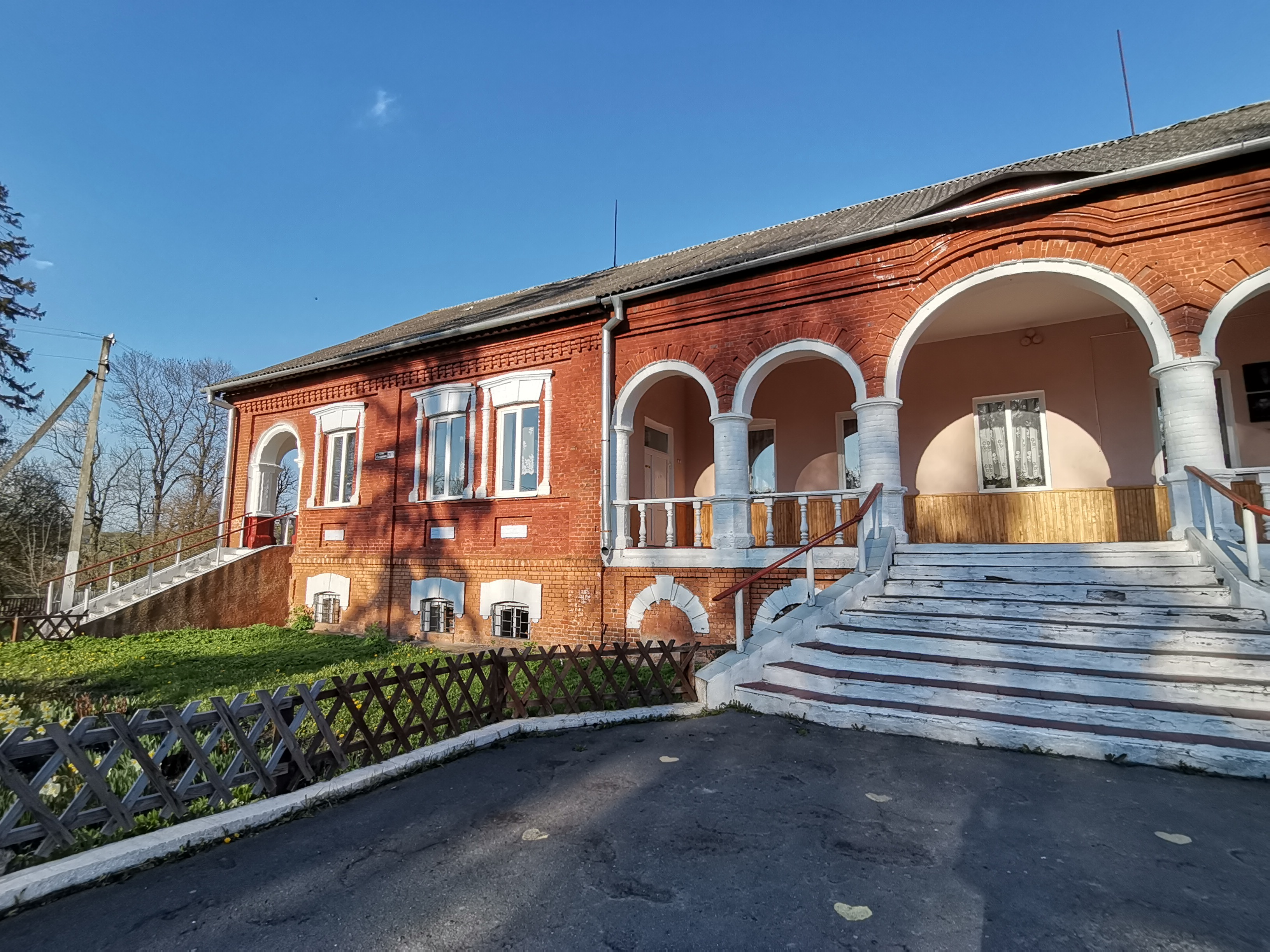
Ліве крило
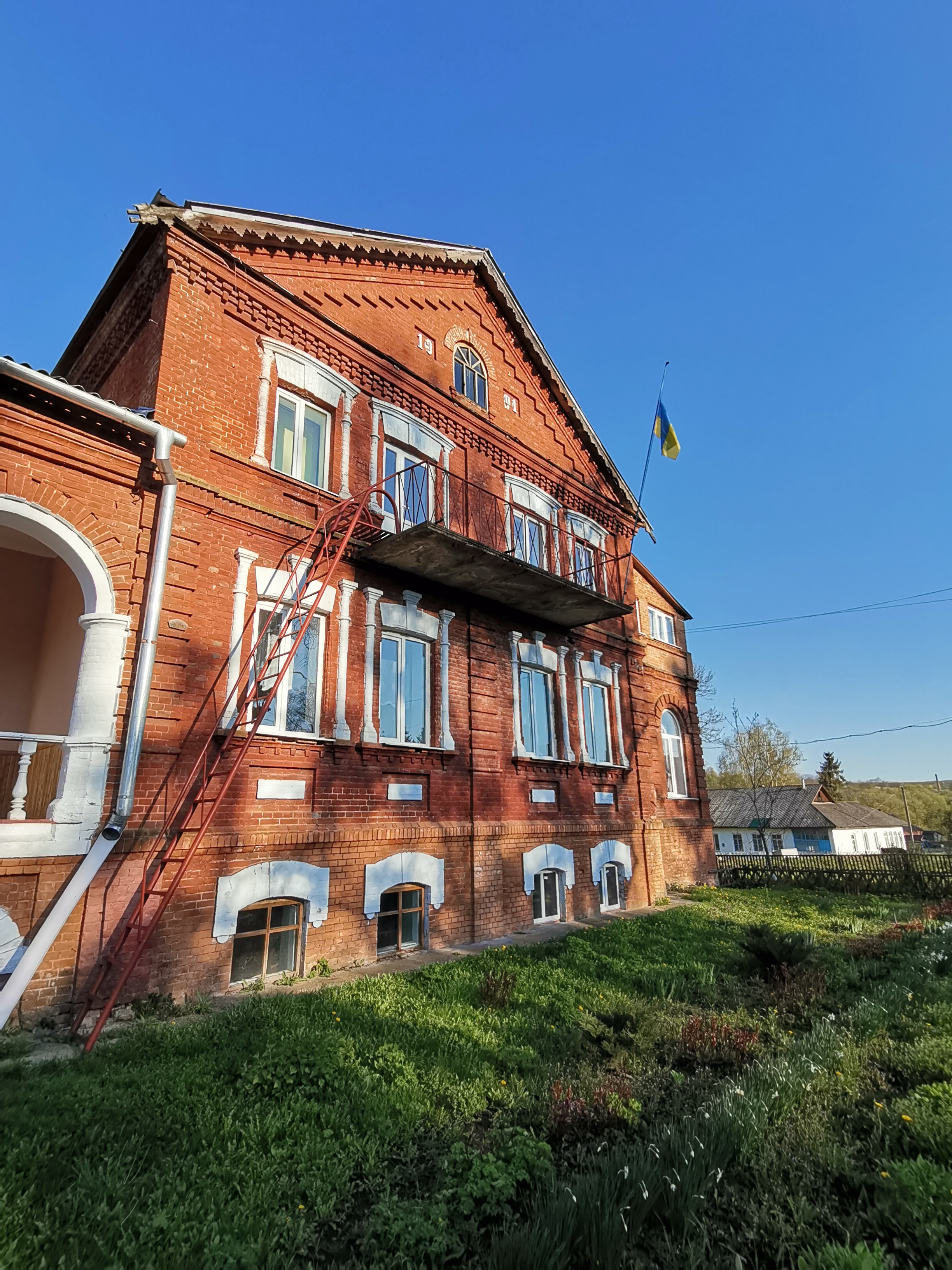
Праве крило
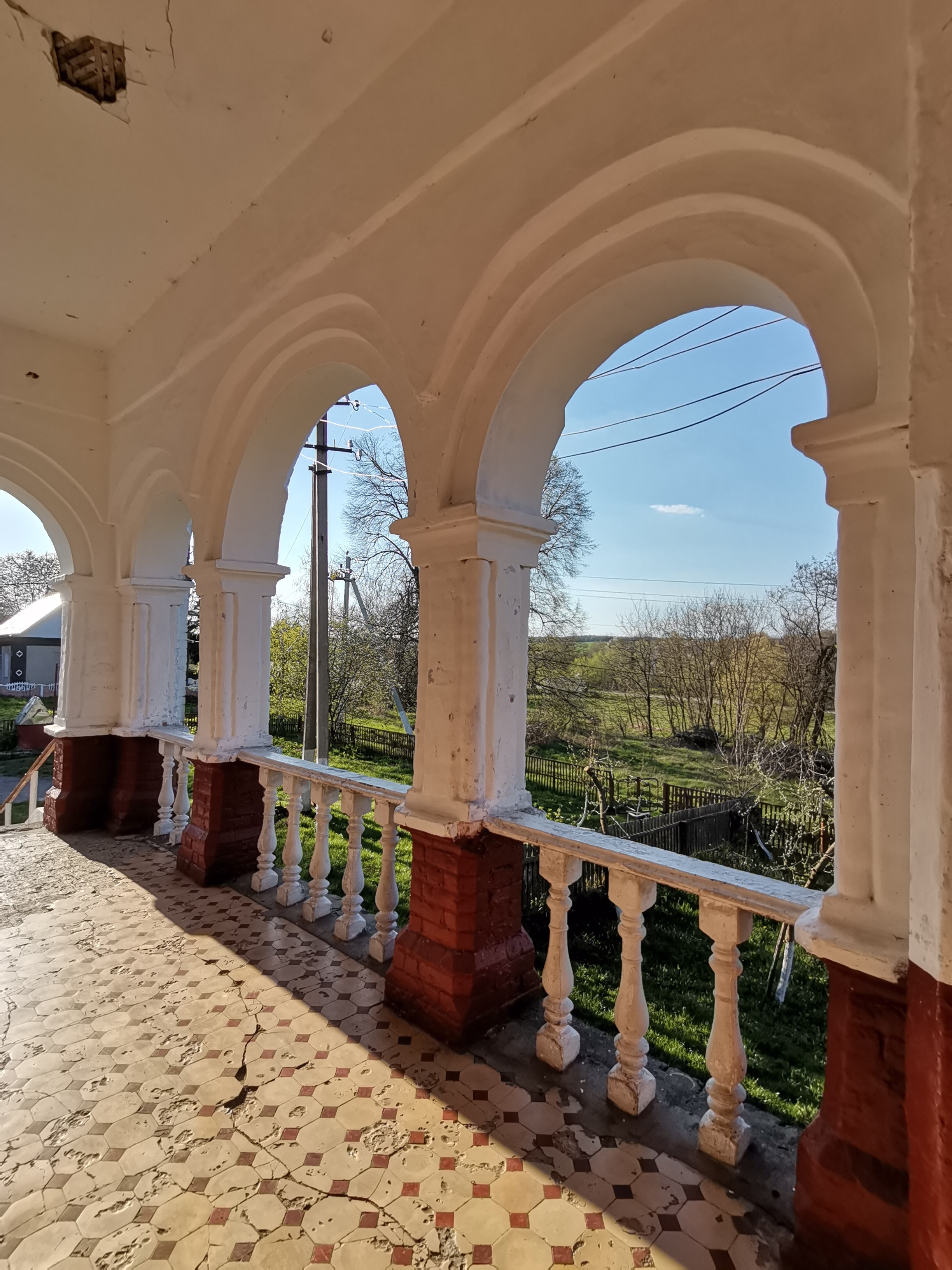
Галерея
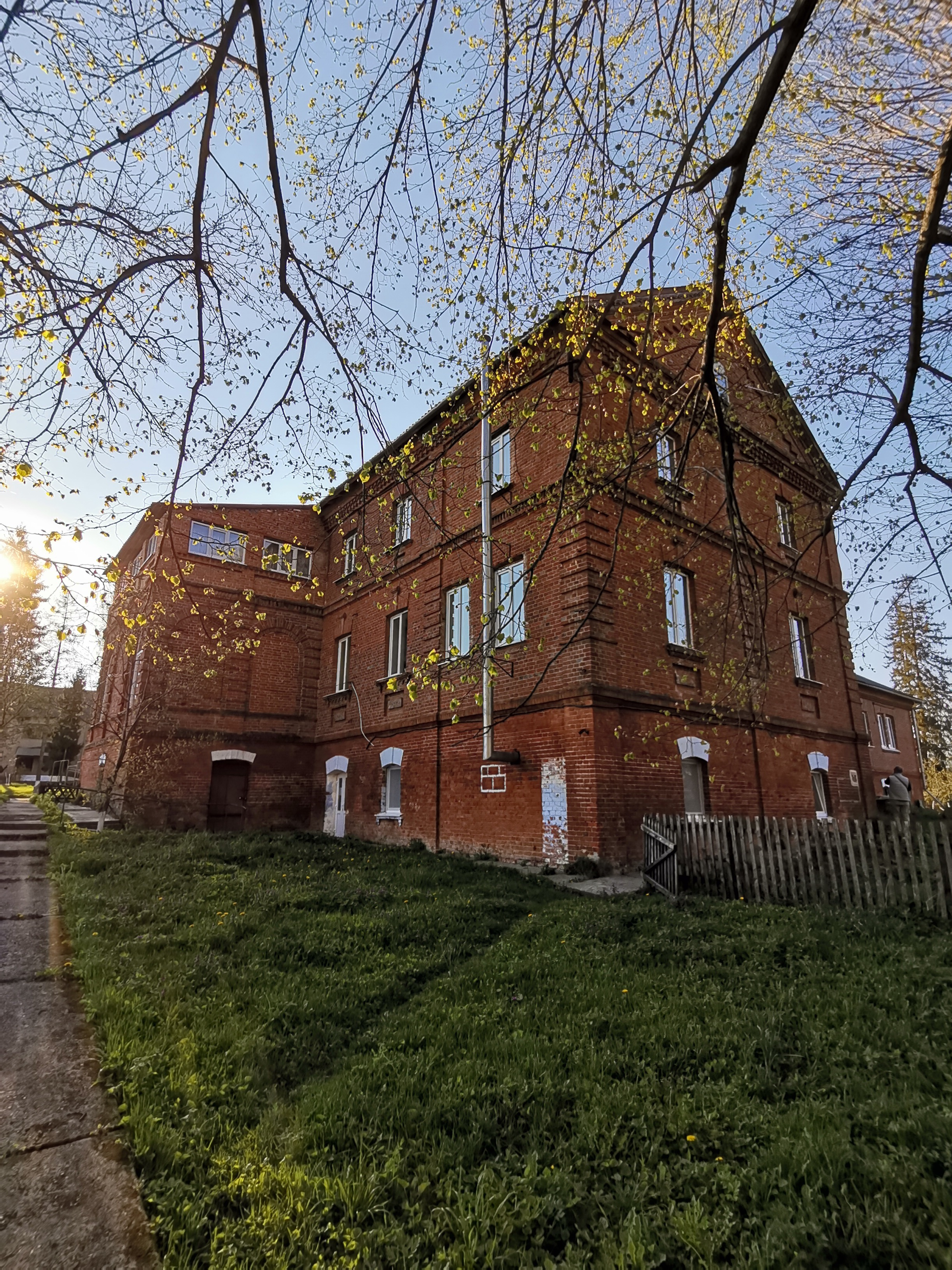
Вид ззаду